# Henry Munyaradzi
Henry Munyaradzi est un sculpteur zimbabwéen shona né en 1931 à Guruve en Rhodésie (Zimbabwe actuel) et mort le 27 juillet 1998. 

## Biographie
Après une vie d'ouvrier agricole, il rejoint la communauté  artistique de Tengenenge en 1967 et y demeure jusqu'en 1975. Dès cette époque, il s'initie au travail de la serpentine, s'imposant comme un maître de la taille directe et l'un des plus célèbres sculpteurs shona de sa génération. Il avait déjà exposé dans le monde entier lors de sa participation aux Magiciens de la terre.
Ses sculptures qui représentent la plupart du temps un visage aux formes épurées, sont caractérisées par des yeux circulaires et une face en T caractéristiques. Elles ont beaucoup été copiées et imitées.

## Expositions principales
- 2000.- Custom and Legend: A Culture In Stone, Kew Gardens, Londres
- 1993 - Tengenenge Sculpture, Fonds monétaire international, Washington
- 1992 - Biennale de Venise
- 1991 - Spirit in Stone: Zimbabwe Stone Sculpture, Cleveland Museum of Natural History, Cleveland
- 1990 - Contemporary African Artists: Changing Tradition, Studio Museum in Harlem, New York
- 1990 - Stone Sculpture from Zimbabwe, Millesgården, Stockholm.
- 1989 - Les Magiciens de la terre, Centre Georges-Pompidou, Grande halle de La Villette, Paris
- 1989 - Zimbabwe Heritage, UNESCO, Paris
- 1989 - Zimbabwe Skulpturen, Institut für Auslandsbeziehungen, Stuttgart
- 1989 - Beeldhouwers van Zimbabwe op de Berg, Foundation Beelden op de Berg. Wageningen.
- 1986 - Shona Sculpture of Zimbabwe, Roy and Frances Brandstater Gallery, Université de Loma Linda, La Sierra
- 1985 - Zimbabwe Stone Sculpture, Kresge Art Museum, Michigan State University, East Lansing
- 1985 - Stein Sculpturen aus Zimbabwe, Landerbank/Tabak Kunsthaus, Vienne
- 1984 - Henry of Tengenenge, Commonwealth Institute (solo), Londres
- 1981 - Zimbabwe Art, Africa Centre, Londres
- 1981 - Art from Africa, Commonwealth Institute, Londres
- 1971 - Sculpture contemporaine des Shonas d'Afrique, Musée Rodin, Paris
- 1970 - Art africain contemporain de la Communauté Vukutu, Musée d'art moderne de la ville de Paris.
- 1969 - Contemporary African Arts, Camden Arts Center, Londres
- 1968 - An Exhibition of Rhodesian Sculpture, Durban Art Gallery, Durban